# Jean de Marmoutier
Jean Rapicault,,, dit Jean de Marmoutier, est un bénédictin et chroniqueur de XIIe siècle, moine de l'abbaye de Marmoutier, près de Tours. Il participe à une codification acceptable pour l'Église de l'adoubement à travers sa description précise et idéalisée de l'adoubement de Geoffroy Plantagenet en 1128.